# Franciszek Scheidt
Franciszek Scheidt (ur. 2 kwietnia 1759 w Krakowie, zm. w sierpniu 1807 w Krzemieńcu) – fizyk, chemik i botanik, absolwent i profesor Akademii Krakowskiej.

## Życiorys
Syn mieszczanina krakowskiego Pawła i Elżbiety Szulc. w latach 1768–1775 uczył się w Szkole Nowodworskiej, a następnie studiował fizykę w Akademii Krakowskiej pod kierunkiem profesora Rydulskiego. W czerwcu 1777 został bakałarzem, a 16 lipca 1779 doktorem filozofii.
Jego zdolności zwróciły uwagę Hugona Kołłątaja, współpracownika Komisji Edukacji Narodowej (KEN). W latach 1780–1783 z jego polecenia objął posadę nauczyciela fizyki w nowo utworzonej Szkole Wojewódzkiej w Lublinie. Prowadził tam również doświadczenia chemiczne. Podczas pobytu w Lublinie zaprzyjaźnił się z matematykiem Józefem Czechem oraz lekarzem Michałem Bergonzonim. Jesienią 1783 powrócił do Krakowa.
1 kwietnia 1784 wraz z Janem Jaśkiewiczem, Janem Śniadeckim i profesorem farmacji Janem Szasterem przeprowadził udany eksperyment ze wzlotu balonem wypełnionym ogrzanym powietrzem. KEN odmówiła jednak dalszego finansowania eksperymentów. 14 stycznia 1785 został profesorem Szkoły Głównej Koronnej. Wspólnie z Janem Jaśkiewiczem organizował gabinet chemiczny sprowadzając szkła i aparaturę z Wiednia. W 1786 opublikował rozprawę O elektryczności uważanej w ciałach ziemskich i atmosferze. Towarzyszył królowi Stanisławowi Augustowi Poniatowskiemu w podróży po ziemi krakowskiej i sandomierskiej, a 27 czerwca 1787 roku odczytał w jego obecności rozprawę O chemicznym powinowactwie ciał. W nagrodę  otrzymał od króla pierścień brylantowy.
Władze uczelni poleciły mu przeprowadzenie wykładów z botaniki (początkowo miał wykładać ją bezpłatnie). Jako stypendysta KEN w 1788 uzupełniał swoją wiedzę z zakresu botaniki i chemii u profesora Józefa Jacquina w Wiedniu. Urządził i rozbudował Ogród Botaniczny sprowadzając okazy z Wiednia, Paryża i Petersburga. Jako pierwszy wyhodował w krakowskich cieplarniach banany. 22 czerwca 1790 otrzymał patent na katedrę historii naturalnej i chemii. W tym samym roku oprowadził po Krakowie, Krzemionkach i Wieliczce poetę Johanna Wolfganga von Goethe.
Uczestniczył w insurekcji kościuszkowskiej. Oddelegowany został do Sądu Kryminalnego Krakowskiego jako jeden z siedmiu sędziów. Po upadku powstania powrócił do obowiązków profesorskich na uczelni. w 1801 był jednym  założycieli i członkiem rzeczywistym warszawskiego Towarzystwa Przyjaciół Nauk. W 1803 władze austriackie germanizujące uczelnię usunęły go ze stanowiska wyjechał na Wołyń, a w 1805 został profesorem chemii i historii naturalnej w Liceum Krzemienieckim. Zmarł w Krzemieńcu w sierpniu 1807. W farze krzemienieckiej uchwalono wznieść dla niego pomnik, nie wiadomo jednak, czy zamiar zrealizowano.